# Pantene
Pantene er et kosmetik-firma, der fremstiller shampoo og balsam.
Firmaet er en del af det verdensomspændende Procter & Gamble, der også forhandler bl.a. Pringles og Pampers
| Schweiz | Spire Denne artikel om et firma eller en virksomhed i Schweiz er en spire som bør udbygges. Du er velkommen til at hjælpe Wikipedia ved at udvide den. |